# قشرو (حديبو)

تعديل مصدري - تعديل

قشرو هي إحدى قرى مديرية حديبو التابعة لمحافظة سقطرى، بلغ تعداد سكانها 96 نسمة حسب تعداد اليمن لعام 2004.